# قيقب خماسي الأوراق
القيقب الخماسي الأوراق نوع نباتي ينتمي إلى جنس القيقب من الفصيلة الصابونية.